# Строльц, Жан-Батист Александр
Жан-Бати́ст Алекса́ндр Строльц (фр. Jean Baptiste Alexandre Strolz; 1771—1841) — французский военный деятель, дивизионный генерал (1814 год), французский барон (1810 год), граф Испании и Индии (1812 год), пэр Франции (1839 год), участник революционных и наполеоновских войн.
Имя генерала выбито на Триумфальной арке в Париже.

## Биография
Родился в австрийской семье. Его отец был инспектором мостов и дорог. Его родители предназначали его в коллегию адвокатов, но революция всё изменила. В 1790 году он поступил волонтёром в 1-й конно-егерский полк. 22 сентября 1794 года назначен адъютантом генерала Клебера. 26 декабря 1795 года в звании лейтенанта переведён в 16-й конно-егерский полк. 2 января 1798 года назначен адъютантом генерала Атри. 29 октября 1803 года назначен заместителем командира 19-го конно-егерского полка. 29 октября 1805 года произведён маршалом Массена прямо на поле боя в полковники. Служил в штабе у Массена в Армии Неаполя. 30 октября 1807 года получил чин бригадного генерала, и возглавил пехотную бригаду в дивизии Мориса Матьё, при подготовке экспедиции на Сицилию. Переведён на службу Неаполитанского королевства, и 20 мая 1808 года назначен конюшим и адъютантом короля Жозефа Бонапарта. Вместе с последним отправился в Испанию, сражался при Талавере. 15 февраля 1811 года произведён в дивизионные генералы испанской службы. 14 января 1814 года вернулся на французскую службу в том же звании, участвовал в обороне Парижа. 10 июля 1814 года вышел в отставку.
После возвращения Наполеона с Эльбы, 26 марта 1815 года вернулся к службе, и был назначен губернатором Страсбурга. 7 июня возглавил 9-ю кавалерийскую дивизию, с которой сражался при Линьи и Вавре. Также принял участие в последних победах французского оружия при Роканкуре и Ле Шене, где была на голову разгромлена прусская кавалерийская бригада. После поражения при Ватерлоо, с 25 июля без служебного назначения. 1 апреля 1820 года зачислен в списки генерального штаба. 8 ноября 1820 года назначен временным командующим департамента Финистер и город Бреста. После удалился в Эльзас, где занимался сельским хозяйством. 31 января 1821 года вновь вышел в отставку. После Июльской революции вернулся к активной службе, и 1 сентября 1830 года назначен генеральным инспектором французской жандармерии. С 1831 по 1837 год выполнял функции депутата от Верхнего Рейна. 15 августа 1839 года окончательно вышел в отставку, и получил титул пэра.

## Воинские звания
- Младший лейтенант (22 сентября 1794 года);
- Лейтенант (26 декабря 1795 года);
- Капитан (23 июня 1798 года);
- Командир эскадрона (21 января 1799 года);
- Майор (29 октября 1803 года);
- Полковник (29 октября 1805 года);
- Бригадный генерал (30 октября 1807 года);
- Дивизионный генерал испанской службы (15 февраля 1811 года);
- Дивизионный генерал (14 января 1814 года).

## Титулы
- Барон Строльц и Империи (фр. baron Strolz et de l'Empire; декрет от 19 марта 1808 года, патент подтверждён 15 июня 1810 года).

## Награды
Легионер ордена Почётного легиона (25 марта 1804 года)
 Командор ордена Обеих Сицилий (19 мая 1808 года)
 Большой крест королевского ордена Испании (18 июня 1810 года)
 Большая цепь королевского ордена Испании (15 февраля 1811 года)
 Кавалер военного ордена Святого Людовика (1 ноября 1814 года)
 Офицер ордена Почётного легиона (9 ноября 1814 года)
 Командор ордена Почётного легиона (23 мая 1825 года)
 Великий офицер ордена Почётного легиона (18 апреля 1834 года)